# Гусейнзаде, Меджид Азизович
Меджид Азизович Гусейн-заде (16 августа 1916, Иран, Ардебиль — 18 сентября 2006, Москва) — доктор технических наук, профессор - известный в России и за рубежом учёный, создатель научной школы математического моделирования задач нефтепромысловой механики и трубопроводного транспорта нефти и газа.

## Биография
- 1916 г. - 16 августа родился в г. Ардебиль (Иран);
- 1932 г. - Семья переехала в Азербайджан;
- 1935 г. - поступил на физический факультет МГУ;
- 1936 г. - высылается в г. Баку; продолжение обучения на физико-математическом факультете АГУ;
- 1941 г. - оканчивает Азербайджанский государственный университет;
- 1942-1945 гг. - в рядах Красной Армии на фронтах Великой Отечественной войны;
- 1946-1950 гг. - аспирантура АГУ, перевод в аспирантуру при кафедре аэромеханики МГУ им. М.В. Ломоносова;
- 1950 г. - защита диссертации «Обтекание проницаемого тела» и присвоение ученого звания кандидата физико-математических наук;
- 1952 г. - доцент кафедры теоретической механики МНИ им. И.М. Губкина;
- 1962 г. - защита докторской диссертации на тему «Особенности движения жидкости в неоднородном пласте»;
- 1962-1989 - заведующий кафедрой высшей математики МИНХ иГП им. И. М. Губкина
- 1965 - на факультете АиВТ организован Совет по защитам докторских и кандидатских диссертаций
- С 1970 г - на кафедре высшей математики вводятся новые фундаментальные математические дисциплины:

«Математический анализ», «Аналитическая геометрия и линейная алгебра», «Дифференциальные уравнения»,
«Теория функций комплексного переменного», «Уравнения математической физики», «Функциональный анализ»,
«Теория вероятностей и математическая статистика»;
- С 1989 г. - профессор кафедры высшей математики;
- 2006 г. - 18 сентября Меджид Азизович Гусейнзаде ушел из жизни. Похоронен на Востряковском кладбище г. Москвы.

## Научная и общественная деятельность
Автор около 150 научных статей, 28 монографий и учебных пособий общим объемом около 300 печатных листов.
Основные работы
- «Особенности движения жидкости в неоднородном пласте» (1965)
- «Упругий режим в однородных пластах и многопластовых системах» (соавтор А.К. Колосовская) (1972)
- «Неустановившееся движение нефти и газа в магистральных трубопроводах» (соавтор В.А. Юфин), 1981;
- «Применение подземных ядерных взрывов в нефтедобывающей промышленности» (в соавторстве), 1981;
- «Особенности волнового течения жидкости в трубах. Гидравлический удар», 1999.

Общественные достижения
- Председатель Ученого Совета
- член Экспертной комиссии ВАК.
- член двух Специализированных советов по защитам диссертаций
- член Ученого совета РГУ нефти и газа им. И.М. Губкина
- Почетный член РАЕН

## Ученые степени и звания
- кандидат физико-математических наук (1950)
- доктор технических наук (1962)
- профессор (1962)

## Награды
• Заслуженный деятель науки РФ.

• Заслуженный деятель науки и техники Азербайджана. • Орден «Знак Почета».
• Орден дружбы народов.

• Орден Отечественной войны II степени.

• Медаль «За взятие Вены».

• Медаль «За победу над фашистской Германией в Великой Отечественной войне 1941-1945 гг.».

• Медаль «Ветеран Великой Отечественной войны».

• Медаль «В память 850-летия Москвы».

• Медаль «Ветеран труда»

• Заслуженный работник Минтопэнерго РФ.

• Почетный нефтяник.

• Почетный работник газовой промышленности.

• Почетный работник высшего образования России.

• Занесен в Книгу Почета МИНХ и ГП им. И.М. Губкина.